# Boris Vadimovič Berezovskij
Boris Vadimovič Berezovskij, in russo Борис Вадимович Березовский? (Mosca, 4 gennaio 1969), è un pianista russo.
A marzo 2022, su un canale televisivo russo, non solo si è espresso a favore della guerra in Ucraina ma ha sollecitato il governo a togliere l’elettricità alle città ucraine per accelerare la fine della guerra, suscitando indignazione in molti suoi colleghi, alcuni dei quali hanno dichiarato di interrompere l’amicizia con lui.

## Studio e formazione musicale
Boris Berezovskij inizia lo studio del pianoforte a cinque anni privatamente. In seguito viene ammesso al Conservatorio di Mosca, studia con Ėliso Virsaladze e prende lezioni private da Alexander Satz.
Nel 1988 fa il suo debutto alla Wigmore Hall di Londra con successo, ricevendo elogi anche da giornali autorevoli come il Times. Due anni dopo, nel 1990, vince la medaglia d'oro al Concorso internazionale Čajkovskij.
Da allora Boris Berezovskij ha suonato nelle maggiori città (Londra, Parigi, Vienna, Roma, Zurigo, Monaco, Salisburgo, Amsterdam, Montreal, Berna, Budapest e Tokyo) con le principali orchestre mondiali ed è stato diretto da insigni maestri come Wolfgang Sawallisch, Charles Dutoit, Kurt Masur e Antonio Pappano.
Incide frequentemente per la casa discografica Teldec ottenendo lusinghieri consensi dalla critica.

## Caratteristiche e repertorio
Pianista virtuoso che nelle sue interpretazioni sa fondere energia e spontaneità, Boris Berezovskij si cimenta complessivamente con un repertorio romantico e tardoromantico, facendo di Fryderyk Chopin, Liszt e Rachmaninov i suoi cavalli di battaglia. Si dedica inoltre all'esecuzione di compositori russi, oltre a Rachmaninov, come Pëtr Il'ič Čajkovskij, Khachaturian e Šostakovič.
Famosa la sua interpretazione dei 12 Studi d'esecuzione trascendentale di Liszt.